# 克劳迪娅·德拉克鲁斯

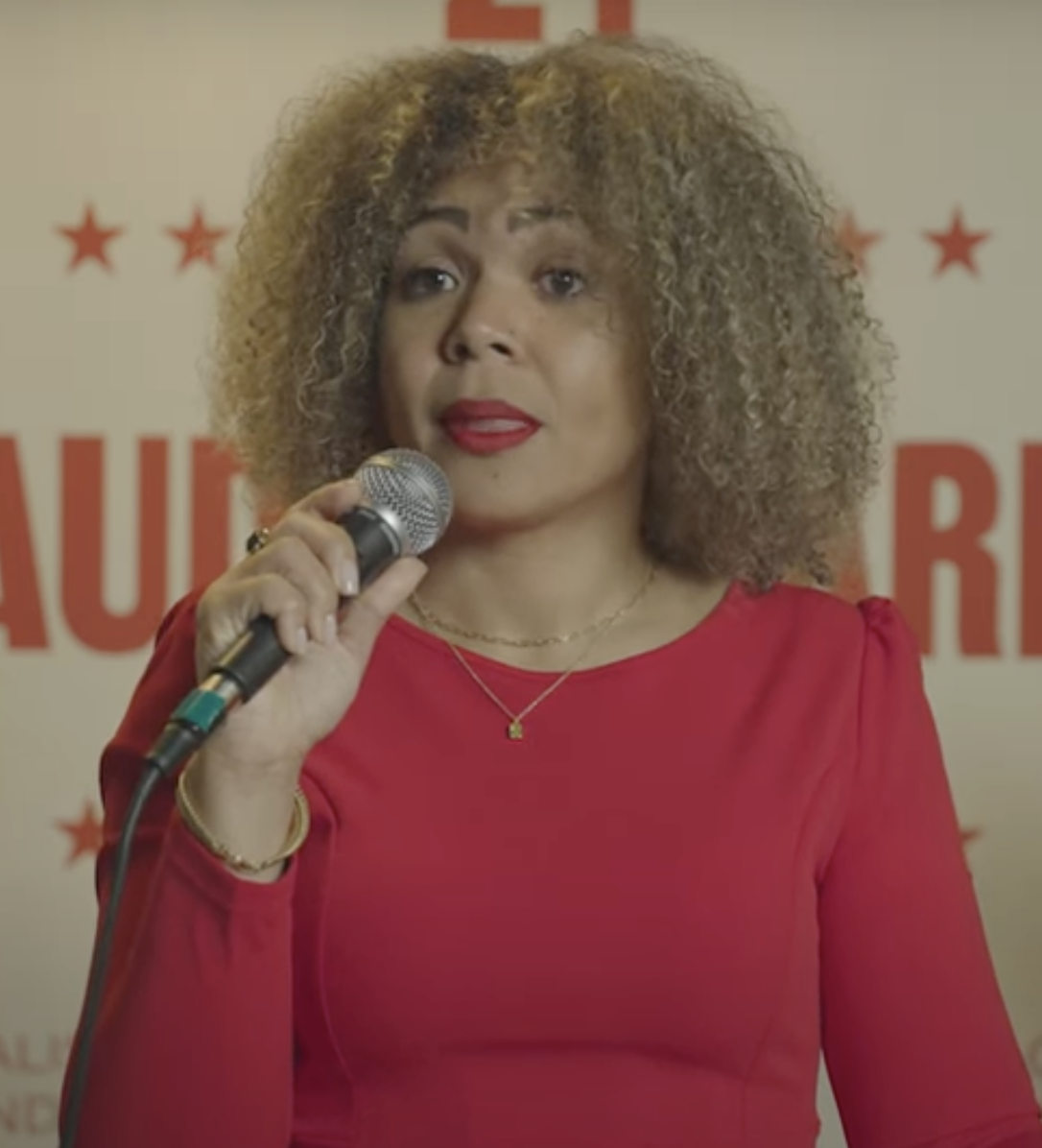
克劳迪娅·德拉克鲁斯，摄于2024年1月

2024年美国总统选举，争取社会主义和解放党竞选活动标志

克劳迪亚·德拉克鲁斯（英語：Claudia De la Cruz；1980年或1981年—）是美国的一位极左翼社区组织者和活动家。她是2024年美国总统选举中争取社会主义和解放党提名的总统候选人，卡琳娜·加西亚为其竞选搭档。
她出生于纽约南布朗克斯，父母是来自多米尼加的移民。1997年，她毕业于西奥多·罗斯福高级中学。17岁时，对古巴的访问激发了她的反帝国主义思想。2001年，她获得约翰·杰伊刑事司法学院法医心理学学士学位。2007年，她获得哥伦比亚大学社会工作硕士学位以及纽约协和神学院神学硕士学位。2007年—2012年，她在纽约市立大学担任兼职讲师，讲授“拉美裔美国人的历史”和“种族与民族”等课程。她曾参与纽约圣罗梅罗美洲教堂（属于联合基督教会）的活动，后来还担任过该教堂的牧师。她与马诺洛·德洛斯桑托斯和维杰·普拉萨德共同编辑了《我们会活下去：委内瑞拉对决混合战争》，这是一本关于美国对委内瑞拉制裁的文章集，于2020年出版。她作为纽约压力团体“人民论坛”的创始人之一和联合执行主任，多次参与支持巴勒斯坦的抗议活动，包括在2023年以色列—哈馬斯戰爭期间举行的“关闭华尔街”抗议活动。